# 可逆元
数学、とくに代数学における可逆元（かぎゃくげん、英: invertible element）または単元（たんげん、英: unit）とは、一般に代数系の乗法と呼ばれる二項演算に対する逆元を持つ元のことをいう。

## 定義
いくつかの冪等元を持つ半群 S について、S の元 a は S の元 b と冪等元 e が存在して ab = e となるとき e に対する右可逆元であるといい、 S の元 c と冪等元 e′ が存在して ca = e′ となるとき e′ に対する左可逆元であるという。a が冪等元 e に対して左可逆元かつ右可逆元であるとき、a は e に対する可逆元であるという。M が単位的半群であるとき、その単位元に対する（左、右）可逆な元をそれぞれ（左、右）単元 (unit) と呼ぶ。
群や単位的半群に対しては、それを半群と見るとき、その元が正則（一般化可逆、擬可逆）元であること、単位元に対する可逆元であること、および単元であることの概念は一致する。
半群 S はその任意の元が（左、右）可逆元であるとき、（左、右）可逆半群であるという。
逆半群（任意の元が（一般化）逆元を唯一つもつ半群）や左群（任意のふたつの元 a, b に対して ca = b となる元 c が唯一つ存在する半群）、右群（任意のふたつの元 a, b に対して ac = b となる元 c が唯一つ存在する半群）などはすべて可逆半群である。
半群 S に冪等元 e が存在するとき、e に関する可逆元の全体は e を単位元として含む S の極大部分群を成す。

## 環の単元群
環は乗法について半群を成し、環が単位的ならばそれは単位的半群であるから、この構造に関する可逆元、単元（単数）を考えることができる。とくに、単位的環 R の単元の全体は、R の単元群 (group of units) と呼ばれる R の乗法的半群の極大部分群を成す。R の単元群は U(R), R× などで表す。R が可除環となることと、R の単元群が R の非零元全体 R* に一致することとは同値である。
任意の単位的環 R, S に対し、単位的環準同型 f: R → S は、単元群の間の群準同型 U(f): U(R) → U(S) を引き起こす。したがって、単位的環 R にその単元群 U(R) を対応させる操作 Uは、単位的環の圏から群の圏への函手である。この函手の左随伴は群 G に群環 ZG を対応させる操作である。

## 例
- 有理整数環 Z の単元は ±1 である。
- n を法とする整数の剰余類環 Z/nZ の単元は n と互いに素な整数の n を法とする剰余類（既約剰余類）であり、その全体は n を法とする既約剰余類群と呼ばれる。
- 任意の単位的環に対し、その1の冪根は単元である。
- 代数体の整数環 R について、ディリクレの単数定理によれば、R の単元群は有限生成アーベル群である。たとえば Q[√5] の整数環において (√5 + 2)(√5 − 2) = 1 であり、この場合じつは単元群は無限群である。一般に、実二次体の単元群はつねに階数 1 の無限群である。
- 体 F 上の n 次正方行列環 M(n, F) における単元は正則行列である。